# Sidogo (Boussouma)
Pour les articles homonymes, voir Sidogo.
Sidogo est une localité située dans le département de Boussouma de la province du Sanmatenga dans la région Centre-Nord au Burkina Faso.

## Éducation et santé
Le centre de soins le plus proche de Sidogo est le centre médical avec antenne chirurgicale (CMA) de Boussouma tandis que le centre hospitalier régional (CHR) se trouve à Kaya.
Sidogo possède une école primaire publique.